# Saint-Germain-en-Coglès
Saint-Germain-en-Coglès (bretonisch: Sant-Jermen-Gougleiz) ist eine französische Gemeinde mit 2.091 Einwohnern (Stand: 1. Januar 2022) im Département Ille-et-Vilaine in der Region Bretagne. Sie gehört zum Arrondissement Fougères-Vitré und zum Kanton Val-Couesnon. Die Einwohner werden Germainais und Germanaises genannt.

## Geographie
Die Gemeinde Saint-Germain-en-Coglès liegt etwa 45 Kilometer nordöstlich von Rennes. Der Fluss Minette entspringt an der südlichen Gemeindegrenze.
Umgeben wird Saint-Germain-en-Coglès von den Nachbargemeinden Montours im Nordwesten und Norden, Le Châtellier im Nordosten, Parigné im Nordosten und Osten, Lécousse im Südosten, Romagné im Süden, Saint-Sauveur-des-Landes im Südwesten sowie Saint-Étienne-en-Coglès im Westen.
Durch die Gemeinde führt die frühere Route nationale 155 (heutige D155).

## Bevölkerungsentwicklung
| Jahr                       | 1962 | 1968 | 1975 | 1982 | 1990 | 1999 | 2006 | 2012 | 2020 |
| Einwohner                  | 2020 | 1911 | 1815 | 1781 | 1794 | 1773 | 1960 | 2033 | 2071 |
| Quellen: Cassini und INSEE |      |      |      |      |      |      |      |      |      |

## Sehenswürdigkeiten
- Allée couverte von Rocher Jacquot, Dolmen von Rocher Jacquiaux, seit 1921 als Monument historique klassifiziert
- Kirche Saint-Germain-d’Auxerre, weitgehend von 1850 bis 1853 erbaut, Fundamente aus dem 15. Jahrhundert
- Kapelle Saint-Jacques von Marigny aus dem 16. Jahrhundert, Familiengruft von Pommereul, seit 1937 als Monument historique eingeschrieben
- Haus oder Scheune im Weiler La Gélinais aus dem 16./17. Jahrhundert, seit 1988 als Monument historique eingeschrieben
- Kapelle Notre-Dame-de-la-Visitation im Weiler Quéré, erbaut 1603
- Kapelle Saint-Jacques, Notre-Dame-de-l’Immaculée-Conception im Weiler La Pouardière, errichtet 1871
- Altes Herrenhaus von La Carrée aus dem 18. Jahrhundert
- Ehemaliges Herrenhaus im Weiler Le Bas Châtellier aus dem 17. Jahrhundert
- Ehemaliges Herrenhaus im Weiler La Poirière aus der zweiten Hälfte des 17. Jahrhunderts
- Herrenhaus im Weiler La Ville-Eon aus dem 16. Jahrhundert
- Ehemaliges Schloss im Weiler Marigny, im Jahre 1572 erbaut
- Kapelle Saint-Jacques im Weiler La Gélinais, im Jahre 1573 erbaut
- Haus des Priesters im Weiler La Gélinais aus dem 16./17. Jahrhundert

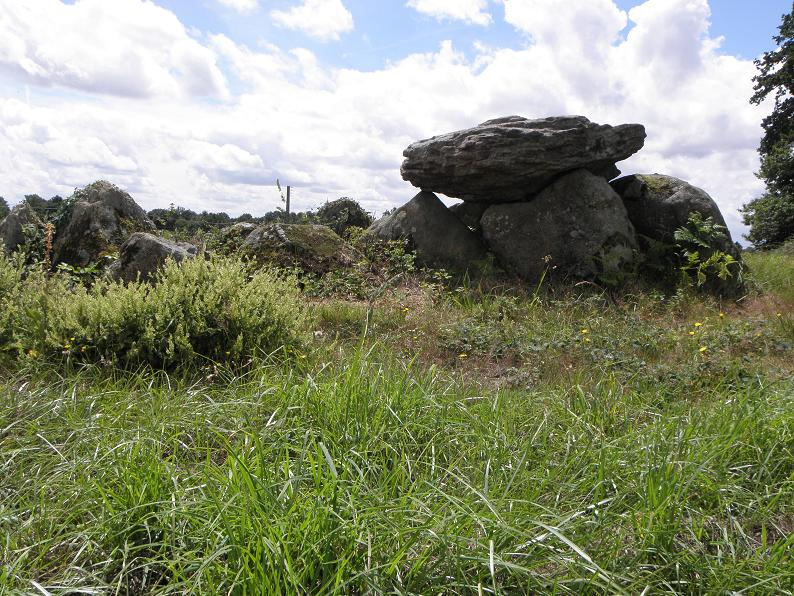
Dolmen von La Rocher-Jacquiaux
Kirche Saint-Germain
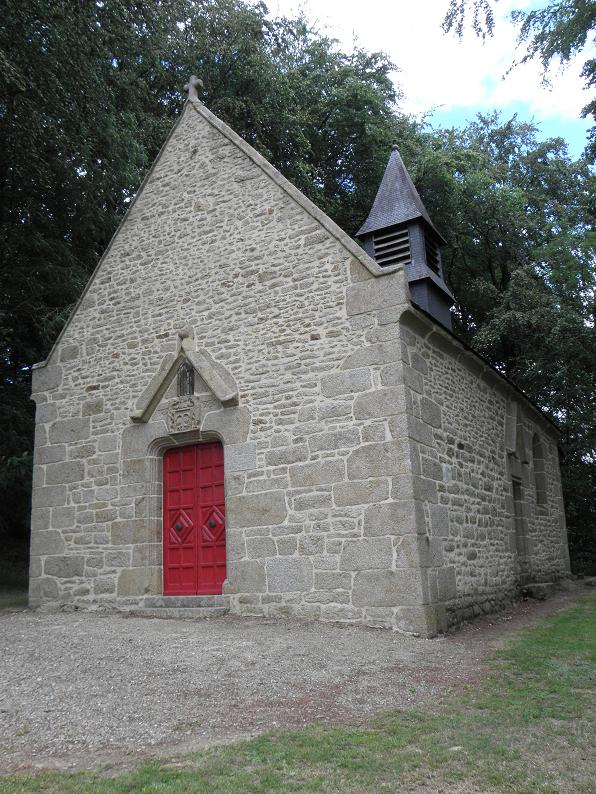
Kapelle Saint-Jacques
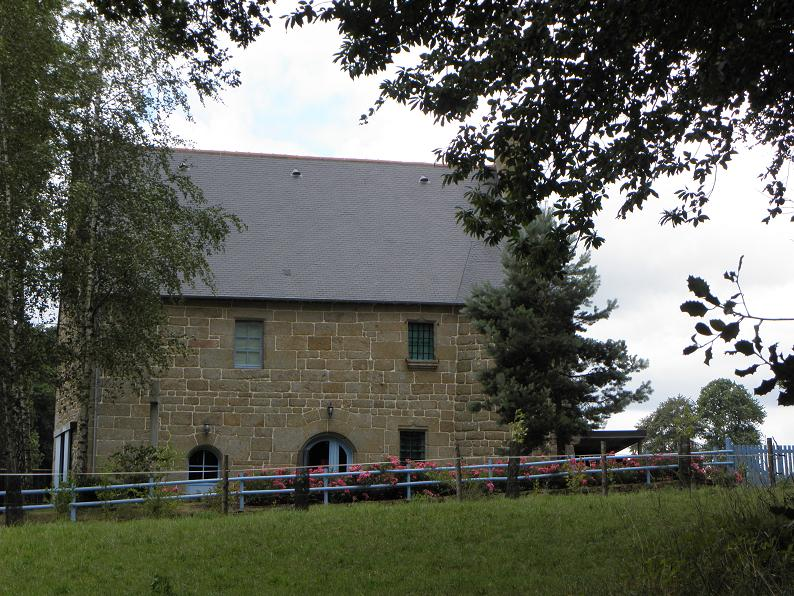
Haus oder Scheune La Gélinais
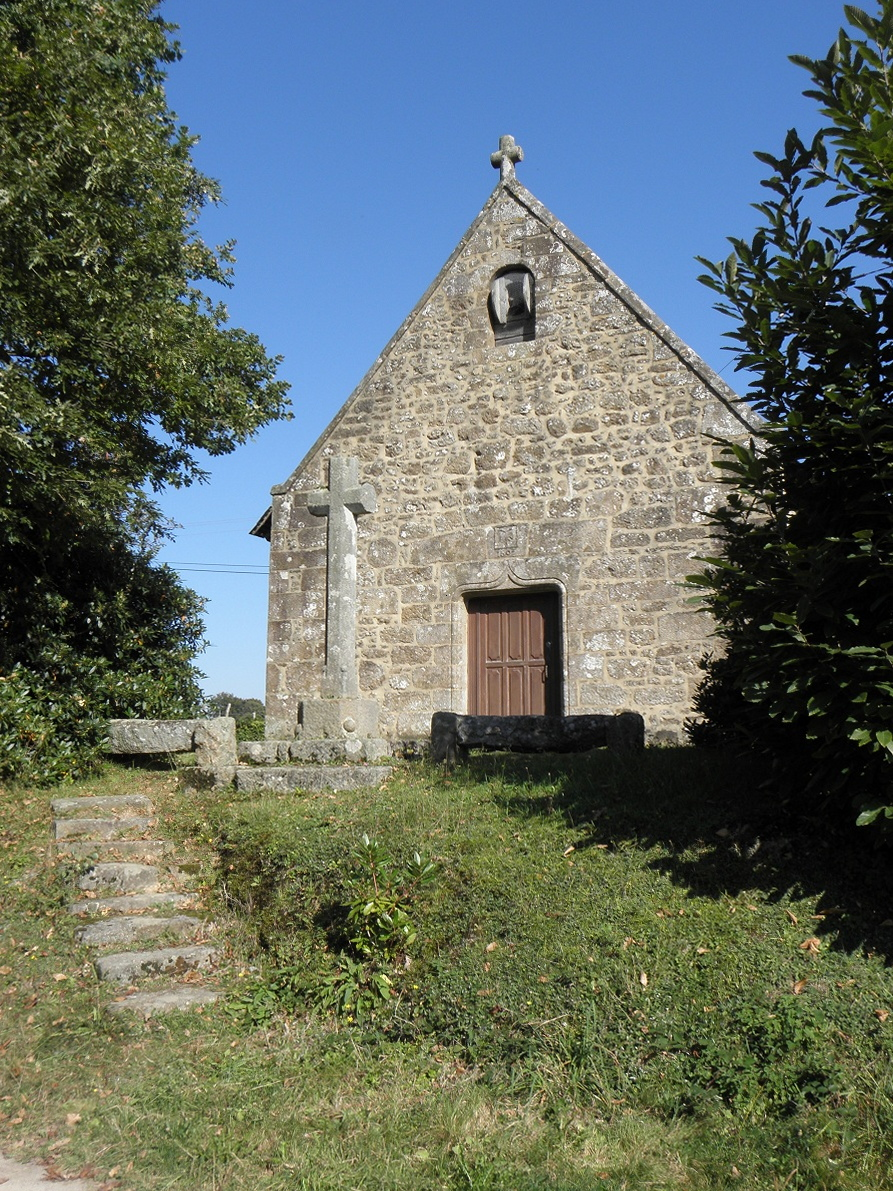
Kapelle Notre-Dame-de-la-Visitation

## Auszeichnung
Die Gemeinde erhielt 2022 die Auszeichnung „Vier Blumen“, die vom Conseil national des villes et villages fleuris (CNVVF) im Rahmen des jährlichen Wettbewerbs der blumengeschmückten Städte und Dörfer verliehen wird.

## Gemeindepartnerschaft
Mit der portugiesischen Gemeinde Vila Verde e Barbudo im Distrikt Braga besteht eine Partnerschaft.